# International MaxxPro
L'International MaxxPro, classificato M1224 nelle forze armate statunitensi, è un veicolo blindato MRAP sviluppato dalla statunitense Navistar International e dall'israeliana Plasan, che ha progettato e che produce la blindatura. Il MaxxPro è stato progettato per prendere parte al programma Mine Resistant Ambush Protected dello United States Marine Corps e al programma Medium Mine Protected Vehicle dello United States Army, avviati per fornire ai due servizi dei veicoli resistenti agli ordigni esplosivi improvvisati.

## Versioni
- MaxxPro XL: versione allungata con capacità di trasporto di 10 soldati[3]
- MaxxPro Dash: versione compatta con peso ridotto e motore DT-M10 da 425 hp
- MaxxPro Dash DXM: MaxxPro Dash con nuove sospensioni DXM[4]
- MaxxPro Plus: versione con ruote posteriori gemellate, blindatura più spessa, motore DT-M10 da 425 hp e maggiore carico trasportabile[5]Un MaxxPro Plus della United States Air Force

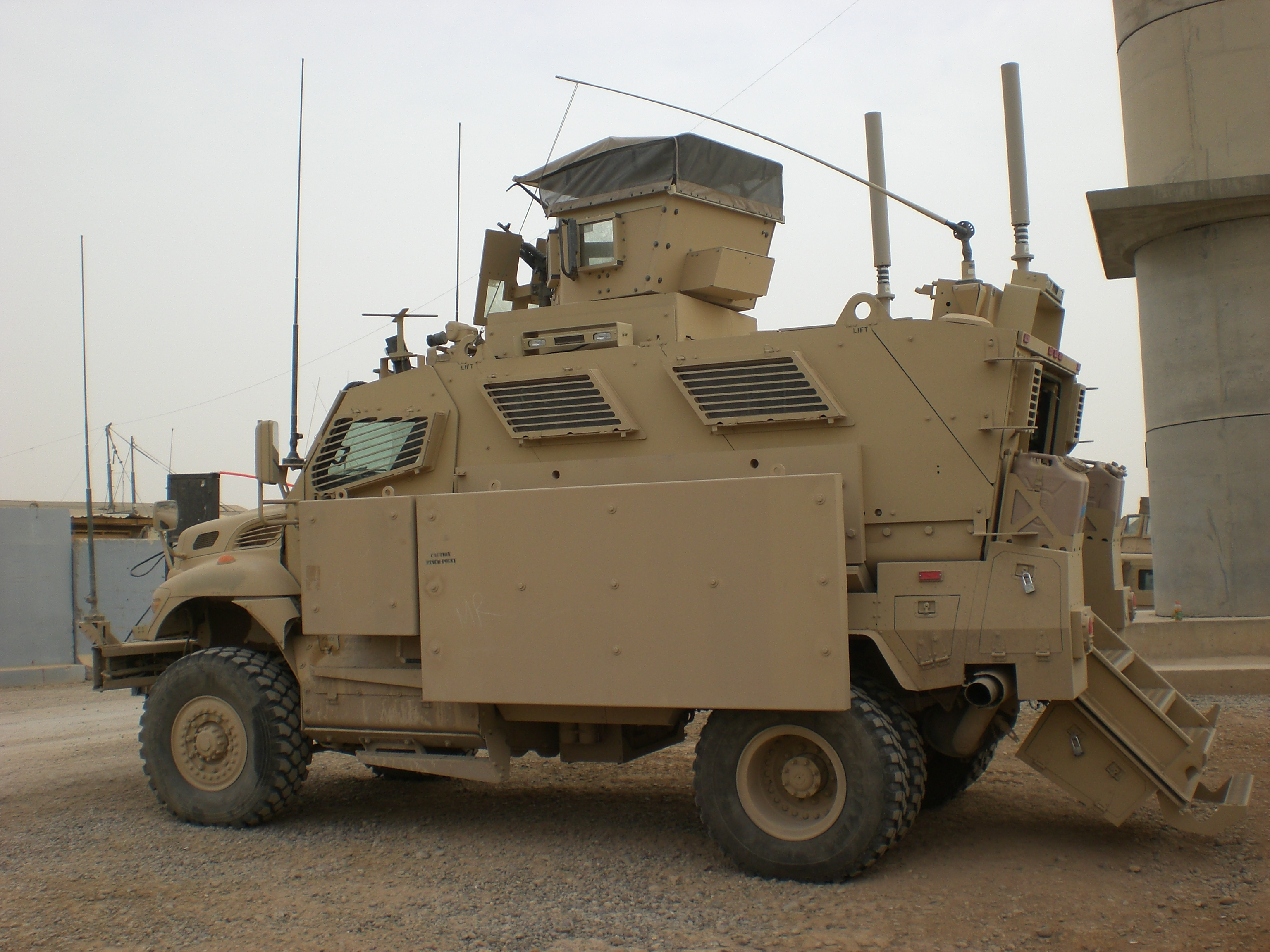
Un MaxxPro Plus della United States Air Force

- MaxxPro Recovery Vehicle - Performance (MRV-P): veicolo corazzato da recupero con motore Cummins ISL da 450 hp[6]
- MaxxPro Tractor: versione trattore costruita su telaio International WorkStar con motore DT-M13 da 550 hp[7]
- MaxxPro 6x6 DXM: versione con pianale di carico e motore DT-M10[8]

## Utilizzatori

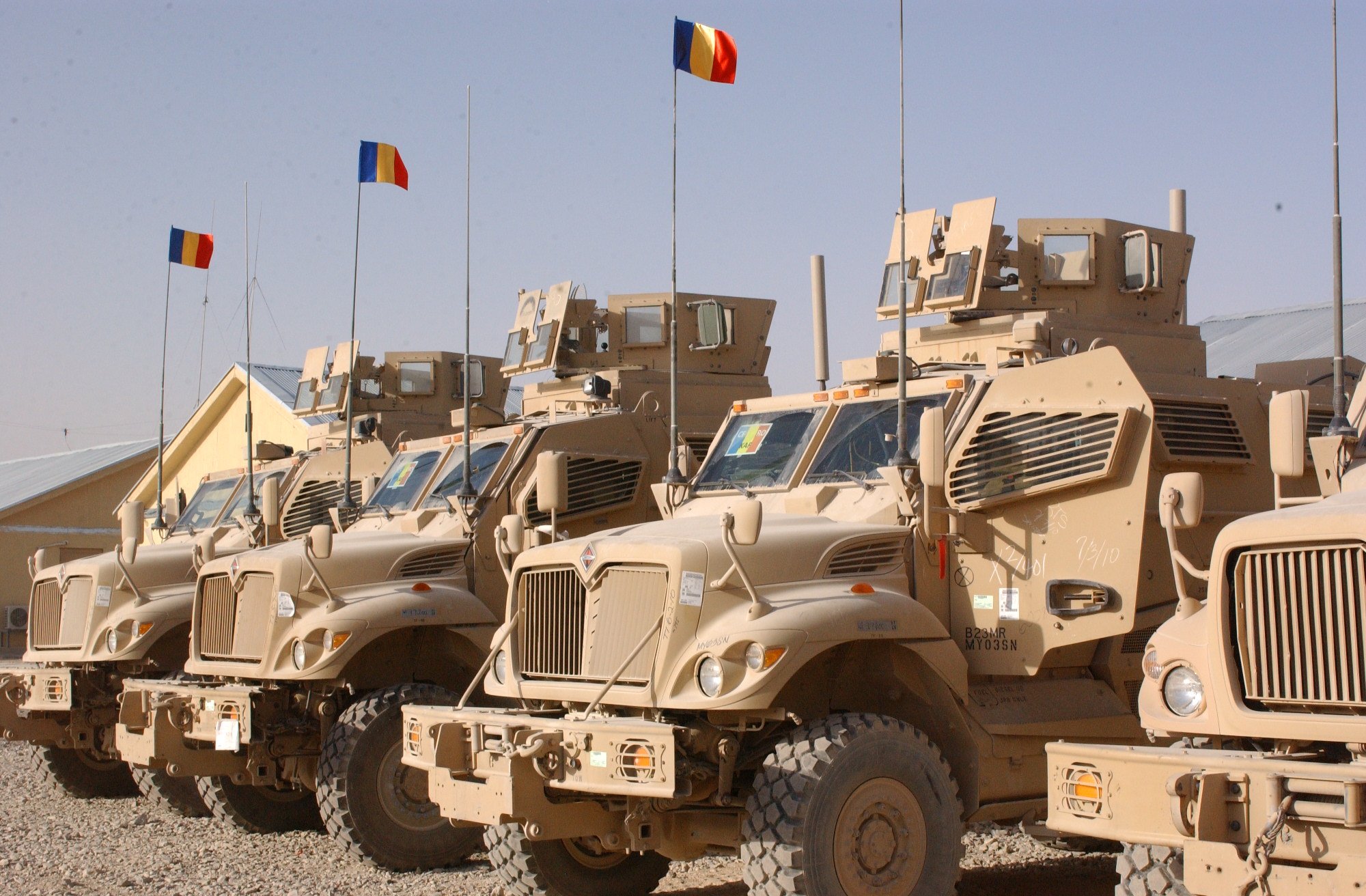
MaxxPro Dash dell'esercito romeno

Afghanistan
- Esercito nazionale dell'Afghanistan

202 consegnati da surplus statunitense prima del ritorno al potere dei talebani, alcuni abbandonati dopo la caduta di Kabul.
 Albania
- Forca Tokësore

37 donati dagli Stati Uniti nel 2017.
 Algeria
- Esercito popolare nazionale

30 acquistati nel 2017. Almeno 3 MaxxPro Dash in servizio nelle forze speciali.
 Bangladesh
- Bānglādēśh Sēnābāhinī

50 consegnati nel 2019, 31 nel maggio 2023 e 19 nel luglio 2021.
 Brasile
- Exército Brasileiro

20 MaxxPro MRV-P acquistati nel 2019 e consegnati nell'agosto 2023.
 Bulgaria
- Suhopătni vojski na Bălgarija

4 consegnati ed impiegati in Afghanistan.
 Corea del Sud
- Daehanminguk Yuk-gun

10 MaxxPro Dash acquisiti nel 2010 e operati in Afghanistan.
 Croazia
- Hrvatska kopnena vojska

30 MaxxPro Plus donati dagli Stati Uniti nel 2014, 2 MaxxPro Plus donati nel 2015.
 Egitto
- Al-Quwwāt al-Barriyyat al-Miṣriyya

12 MRV-P consegnati nel 2016.
 Emirati Arabi Uniti
- Esercito degli Emirati Arabi Uniti

Circa 3 360 acquistati nel 2014 oltre a un altro numero non specificato nel 2020. 815 consegnati nel 2018.
 Estonia
- Eesti maavägi

6 utilizzati dal contingente in Afghanistan.
 Georgia
- Forze terrestri georgiane[18]

 Giordania
- Al-Quwwāt al-Barriyya al-Urdunniyya

100 in servizio.
 Grecia
- Ellinikós Stratós

5 ricevuti in prestito dagli Stati Uniti nel 2011 e restituiti nel 2012.
 Iraq
- Al-Quwwat al-Barriyya al-ʿIrāqiyya

15 donati dagli Stati Uniti nel 2015.
 Italia
- Esercito Italiano

24 presi in leasing dagli Stati Uniti nel 2011.
 Nigeria
- Nigerian Army

10 donati dagli Stati Uniti nel 2014.
 Pakistan
- Pak Fauj

225 in servizio, di cui 40 acquistati nel 2017.
 Polonia
- Wojska Lądowe

50 MaxxPro Dash ricevuti in prestito dagli Stati Uniti nel 2010.
 Portogallo
- Exército Português

15 ricevuti tra il 2018 e il 2019 e utilizzati in Afghanistan fino al 2021.
 Rep. Ceca
- Pozemní síly Armády České republiky

Utilizzati in Afghanistan a partire dal 2012.
 Romania
- Forțele Terestre Române

60 MaxxPro Dash.
 Singapore
- Esercito di Singapore

15 utilizzati in Afghanistan.
 Slovacchia
- Pozemné sily Slovenskej republiky

Numero non noto donato dagli Stati Uniti nel 2013.
 Spagna
- Ejército de Tierra

14 MRV-P acquistati di seconda mano dagli Stati Uniti nel 2016.
 Stati Uniti
- United States Army
- United States Marine Corps
- United States Air Force
- Antioch Police Department[31]
- Citrus Heights Police Department[32]
- Dakota County Sheriff's Office[33]
- Dallas County Sheriff's Office[34]
- Jefferson County Sheriff's Office[35]
- La Plata County Sheriff's Office[36]
- New York City Police Department
- Oakdale Police Department

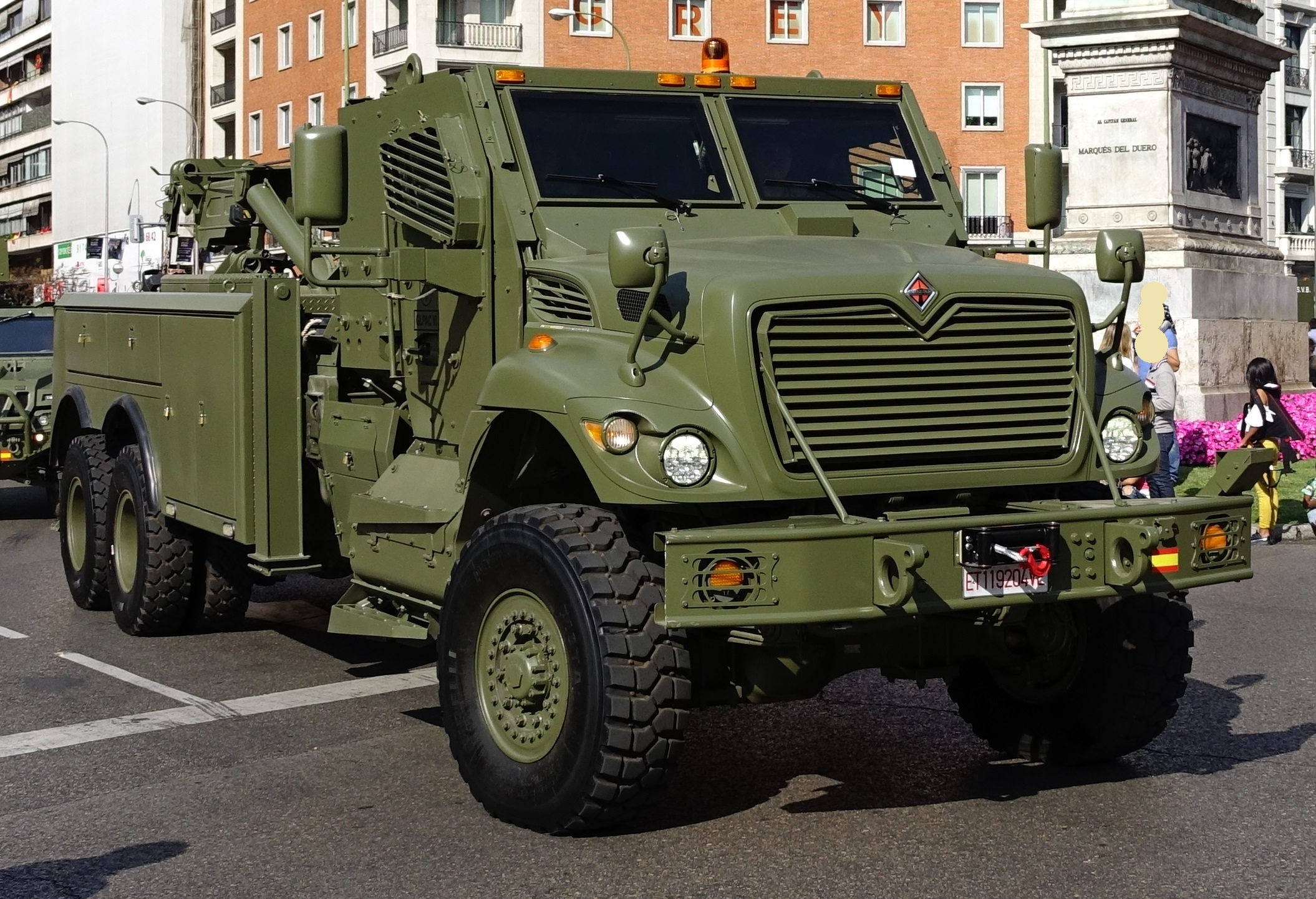
Un MRV-P dell'esercito spagnolo

- Ohio State University Police Division[37]
- Salinas Police Department[38]
- West Melbourne Police Department
- Woodland Police Department[39]

 Turchia
- Türk Kara Kuvvetleri

Alcuni esemplari donati nel 2015 dagli Stati Uniti e utilizzati in Afghanistan.
 Ucraina
- Forze terrestri ucraine

Almeno 440 donati dagli Stati Uniti a partire dal 2022.
 Ungheria
- Magyar Szárazföldi Haderő

12 MaxxPro Plus ricevuti in prestito dagli Stati Uniti nel 2013 e restituiti nel 2020.
 Yemen
- Movimento per lo Yemen del Sud

Alcuni esemplari donati dagli Emirati Arabi Uniti.